# 배재중학교
배재중학교(培材中學校)는 대한민국 서울특별시 강동구 고덕동에 있는 사립 중학교이다.

## 학교 연혁
- 1885년 8월 3일 : 미국 선교사 아펜젤러가 배재학당 설립
- 1886년 6월 8일 : 고종황제가 '培材學堂' 이라는 학교명을 하사 (개교기념일)
- 1887년 12월 30일 : 최초의 서구식 벽돌 학교 본관 신축(서울시 중구 정동)
- 1909년 4월 23일 : 사립학교령에 따라 배재고등학당으로 인가
- 1925년 9월 27일 : 일제에 의하여 배재학당이라는 교명 폐지
- 1937년 3월 3일 : 조선교육령 개정으로 배재중학교(6년) 명칭 변경
- 1951년 8월 21일 : 교육법 개정으로 배재중학교와 배재고등학교로 분리 운영
- 1984년 2월 28일 : 강동구 명일동 산 30번지로 배재중고등학교 이전
- 2002년 2월 8일 : 아펜젤러 기념예배당 준공
- 2004년 1월 29일 : 배재빌딩 2개동 준공(서울시 중구 정동)
- 2004년 7월 16일 : 학교 식당 및 운동부실 준공
- 2020년 12월 22일 : 학교법인 배재학당 제20대 조보현 이사장 취임
- 2021년 3월 1일 : 배재중학교 제22대 권오선 교장 취임
- 2022년 5월 2일 : 미디어센터 구축
- 2023년 2월 9일 : 배재중학교 제138회 졸업(302명)

## 참고 자료
- 배재중학교 - 한국교육학술정보원 학교알리미